# Svenska byggnadsarbetareförbundet

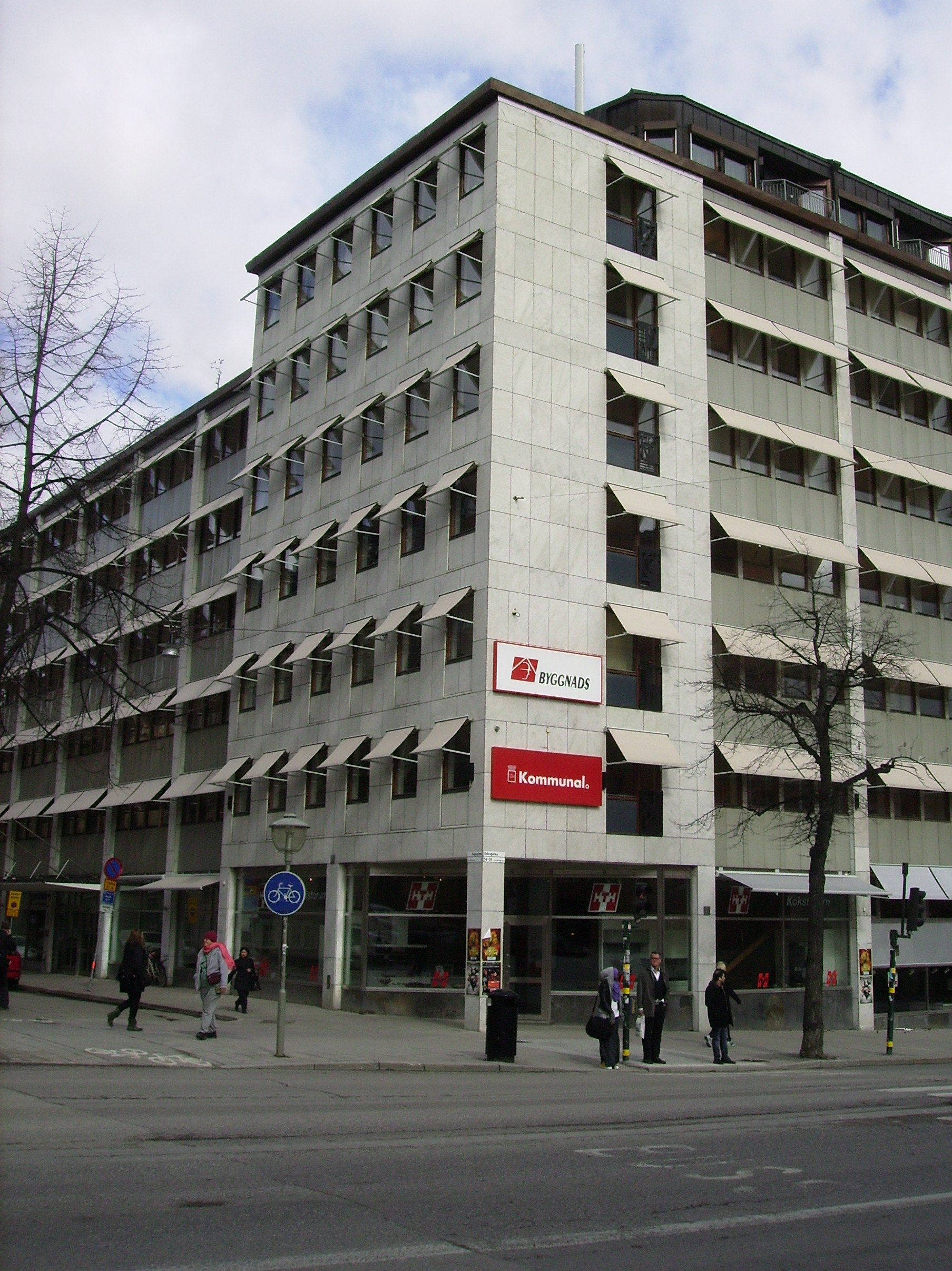
Svenska byggnadsarbetareförbundets huvudkontor, på Hagagatan 2 i Stockholm.

Svenska Byggnadsarbetareförbundet, ofta förkortat Byggnads, är en arbetstagarorganisation som är medlemsförbund i Landsorganisationen i Sverige (LO). Svenska Byggnadsarbetareförbundet är geografiskt organiserat i 11 regioner, vilka i sin tur är indelade i 199 medlemskretsar. Ordförande sedan 2024 är Kim Söderström, då tidigare kongressvald ordförande, Johan Lindholm, blivit vald till LO-ordförande. Förbundet ger ut tidningen Byggnadsarbetaren, som kommer ut med 10 nummer per år.

## Organiserade yrkesgrupper
Svenska Byggnadsarbetareförbundet organiserar anställda inom byggnadsindustrin, anläggningsbranschen, VVS-branschen, kylinstallationsbranschen, glasmästeribranschen, plåtslageribranschen och måleribranschen.

## Historia
Då Byggnads grundades 1949 var det ett resultat av en längre tids försök från LO att genomföra sin industriplan. Man ville sammanföra alla yrkeskategorier inom byggsektorn i ett industriförbund. Men Byggnads blev inte så stort som planerat, eftersom flera förbund tvekade inför sammanslagningen. Svenska bleck- och plåtslagareförbundet, Svenska elektrikerförbundet, Svenska målareförbundet och Svenska murareförbundet kom därmed att kvarstå som självständiga organisationer.  
Vid starten hade förbundet cirka 108 000 medlemmar. Därav kom cirka 42 500 byggnadsträarbetare från Svenska byggnadsträarbetareförbundet, cirka 47 000 grovarbetare från Svenska grov- och fabriksarbetareförbundet, cirka 13 000 rörarbetare från Svenska metallindustriarbetareförbundet och cirka 5 500 anläggare och vattenbyggnadsarbetare från Svenska vägarbetareförbundet. Byggnadsträarbetareförbundet, som hade sitt ursprung i det 1889 bildade Svenska träarbetareförbundet, och Väg- och vattenbyggnadsarbetareförbundet upphörde och uppgick helt i Byggnads.
- 1961 uppgick Svenska murareförbundet i Byggnads.
- 1967 slogs byggfackens lokala produktionsbolag samman till BPA Byggproduktion AB.
- 1970 upphörde Svenska stenindustriarbetareförbundet och en mindre del (300) överfördes till Byggnads.
- 1980 hade förbundet 158 174 medlemmar, varav 155 600 män och 2 574 kvinnor.[4]
- 2000 uppgick Svenska bleck- och plåtslagareförbundet i Byggnads.
- 2024 uppgick Svenska målareförbundet i Byggnads.

### Fotnoter
1. ↑  Kjellberg, Anders (2017) The Membership Development of Swedish Trade Unions and Union Confederations Since the End of the Nineteenth Century  (Studies in Social Policy, Industrial Relations, Working Life and Mobility). Research Reports 2017:2 (uppdaterad 6 maj 2021). Lund: Department of Sociology, Lund University.
2. ↑  ”Byggnads”. www.byggnads.se. http://www.byggnads.se/. Läst 26 juli 2017.
3. ↑  LO:s webbplats
4. ↑  Nordin, Rune (1981). Den fackliga arbetarrörelsen. 1, Uppkomst och utveckling (1. uppl.). Stockholm: Prisma i samarbete med Landsorganisationen i Sverige. Libris 256335. ISBN 91-518-1470-6 (inb.)